# Хасан-бек Румлу
Хасан-бек Румлу (перс. حسن‌بیگ روملو‎, азерб. Həsən bəy Rumlu) — сефевидский историк, автор «Ахсан ат-таварих» (Наилучшая из летописей), кызылбашский эмир. Был одним из примеров азербайджаноязычных подданных государства, которые в совершенстве владели персидским языком.

## Биография
Хасан-бек Румлу родился в 1530 году (по другим данным в 1531 г.) в городе Кум, воспитывался в семье своего деда Амир-султана Румлу, правителя (хакима) Казвина, получил хорошее для своего времени образование, учился искусству каллиграфии у знаменитого каллиграфа Мовланы Малика Казвини. Будучи членом семьи племенных эмиров Румлу, обязанных военной службой шаху, видимо без особого желания, но поступил на службу в гвардию шахских курчи. После смерти своего деда, находясь на службе, не смог принять командования над племенным ополчением своего племени, но как шахский курчи участвовал во всех кампаниях шаха Тахмаспа I, будучи очевидцем всех событий. Проявив себя на службе с лучшей стороны, был приближен к себе шахом Тахмаспом. После смерти Тахмаспа, он был среди тех кто добивался воцарения сына Тахмаспа, Исмаила II, войдя в противостояние с эмирами племени Устаджлу. После воцарения Исмаила II, возможно разочаровавшись в нём, покинул двор, возвратившись в Кум, но уже при шахе Мухаммаде Худабенде, получил приглашение вернуться ко двору.

## Ахсан ат-таварих
«Ахсан ат-таварих» один из важных источников по изучению истории правления Сефевидской династии, особенно двух первых его представителей Исмаила I и Тахмаспа I. Само произведение состояло из двенадцати томов, но до наших дней, в полном виде дошли лишь последние два тома. Собственно Исмаилу I и Тахмаспу I посвящён десятый том, одиннадцатый посвящён шаху Исмаилу II, двенадцатый правлению Мухаммада Худабенде. Кроме собственно истории правления династии Сефевидов, в произведении описываются предшествующие воцарению Сефевидов времена, эпохи, правители, а также история государств и правителей соседних стран, в том числе Рума (Византии), Османской империи, Чагатайского улуса, Тамерлана, узбеков Шейбанидов.
Повествование ведется в хронологической последовательности.